# Salpingotulus michaelis
Genre
Espèce
Synonymes
- Salpingotus michaelis Fitzgibbon, 1966
- Salpingotus thomasi Vinogradov, 1928
- Salpingotus (Prosalpingotus) thomasi
Vinogradov, 1928

Statut de conservation UICN

 DD  : Données insuffisantes
Salpingotulus michaelis est un petit rongeur de la famille des  Dipodidés. Comme les espèces du genre Salpingotus, c'est une gerboise naines à trois doigts qui figure parmi les plus petits rongeurs du monde. L'espèce a été enregistrée à ce titre dans le Livre Guinness des records en 2010, sous le synonyme Salpingotus michaelis.

## Description
Les adultes sont petits et trapus, avec une longueur moyenne du corps de 3,6 cm, une queue de 7,2 cm et un poids moyen de 3,5g  ne sert qu'occasionnellement à stocker de la graisse (2 spécimens sur 15 étudiés). Le corps, recouvert d'un soyeuse fourrure, est jaune ocré sur le dessus, couleur du sable, et l'envers est blanc pur. La longueur des pattes arrière de cette minuscule gerboise atteint 18-19 mm. Elles sont roses, et portent chacune trois doigts isolés de la chaleur du sol désertique par des poils épais. Les membres antérieurs ont 4 doigts chacun. La tête porte deux yeux comparativement grands.
Salpingotulus michaelis est une espèce qui peut être petite encore que celles du genre Salpingotus.

## Habitat et comportement
On rencontre cette espèce au Baloutchistan, au Pakistan entre 1 000 m et 1 600 m d'altitude et peut-être en Afghanistan,.
C'est un animal terrestre adapté à la vie désertique, au comportement nocturne et grégaire.
On rencontre ces gerboises dans les dunes de sable ou les plaines très chaudes et désertiques de sable ou de caillou.

Elles y creusent un réseau de terriers étendu en s'aidant des quatre membres et se déplacent par petits bonds rapides sur les pattes arrière. Elles forment ainsi des colonies éparses. Les terriers sont regroupés localement et jusqu'à six adultes peuvent y dormir pelotonnés ensemble.
Ces herbivores se nourrissent de graines et de tiges d'herbes et autres végétaux. Ils ne connaissent pas de réelle période d'hivernation mais ont chaque jour une phase de profond sommeil durant les mois les plus froids.
Il semble qu'il y ait deux périodes de reproduction par an, l'une fin juin, l'autre en août, juste après le sevrage de la première portée. Chaque portée est constituée généralement de 2 à 4 petits.

## Nomenclature et systématique
L'espèce a été nommée en hommage à Michael Fitzgibbon, un britannique de l'Essex, importateur d'animaux, qui a reçu en juin 1965 quinze spécimens de Salpingotus qui se sont avérés être d'une nouvelle espèce. C'était sans doute un parent de l'auteur, J. Fitzgibbon.
D'abord classée dans le genre Salpingotus, l'espèce a été déplacée dans le taxon distinct Salpingotulus en 1980 par Pavlinov, taxon considéré comme un sous-genre par plusieurs auteurs mais que Mammal Species of the World considère, jusqu'à preuve du contraire, comme un genre à part entière et que reprend également l'UICN.

## Statut de conservation
Faute de données précises sur cette espèce mal connue, aucune protection n'existe mais l'Union internationale pour la conservation de la nature (UICN) recommande que des études soient faites.